# 袁卫祥
袁卫祥（1965年9月—），湖南汝城人，中华人民共和国政治人物。1986年7月参加工作，1992年1月加入中国共产党。

## 生平
1965年9月，袁卫祥出生在湖南省汝城县。1983年进入衡阳师范专科学校（今衡阳师范学院）学习，1986年毕业后留校工作。
1992年8月，袁卫祥进入政界，先后出任衡阳市南岳区团委书记、区接待处处长、区政府办主任、中共衡阳市南岳区委常委、宣传部长。2000年12月，袁卫祥调任中共耒阳市委常委、常务副市长。2004年5月调回衡阳市出任衡阳市城市管理行政执法局局长。
2007年3月，袁卫祥调到郴州市出任中共桂阳县委副书记、桂阳县人民政府县长。2010年4月转任中共安仁县委书记。2012年7月转任中共永兴县委书记。2016年7月调回苏仙区出任中共郴州市苏仙区委书记，同年12月兼任郴州高新区（郴州出口加工区）党工委书记。2019年7月，袁卫祥出任中共郴州市委常委、政法委书记。

### 落马
2020年9月26日接受湖南省纪委监委纪律审查和监察调查。落马前担任郴州市委常委兼政法委书记，为正县级干部。2021年2月，袁卫祥遭双开，被移交检察机关审查起诉。